# Gloria Bonder
Gloria Bonder (Buenos Aires, 1950) è una psicologa e attivista argentina.
I suoi studi affrontano le questioni di genere argentina. Fonda nel 1979 il Centro di Studi sulla Donna (CEM, Centro de Estudios de la Mujer) alla facoltà di Psicologia dell'Università di Buenos Aires. È direttrice del dipartimento di Studi di Genere, Società e Politiche della FLASCO. È stata nominata coordinatrice del gruppo di lavoro internazionale Donne e Nuove Tecnologie della Comunicazione all'ambito delle Nazioni Unite e direttrice della Cattedra regionale UNESCO "Donne, Scienza e Tecnologia". 

## Biografia
Gloria Bonder realizza i suoi studi universitari all'Università di Buenos Aires dove si diploma come psicologa durante il decennio 1970 ottenendo poi un master in Studi di Genere e Educazione all'Università di Cambridge. 
Nel 1979, durante l'ultima dittatura che governa il suo paese e in condizioni i sicurezza precarie, fonda il Centro di Studi sulla Donna (CEM), istituzione che avrà un ruolo molto importante nella riorganizzazione del movimento femminista in Argentina.
Una volta ristabilita la democrazia in Argentina fonda il programma di Specializzazione e Studi sulla Donna alla Facoltà di Psicologia dell'Università di Buenos Aires, che dirige fino al 1999.
Tra il 1991 e il 1995 coordina il Programma Nazionale di Uguaglianza e Pari Opportunità per la Donna del Ministero dell'Educazione. Nel 1999 coordina il Foro Regionale UNESCO Donne, Scienza e Tecnologia in America Latina, che doveva preparare la conferenza realizzata a Budapest quello stesso anno. 
Nel 2001 è designata per dirigere il dipartimento di Studi di Genere, Società e Politica della Facoltà Latinoamericana di Scienze Sociali (FLACSO-Argentina), dal quale coordina il Master Virtuale in Studi di Genere, Società e Politica e il Diploma Superiore in Studi di Genere e Politiche Pubbliche e la Cattedra regionale UNESCO Donne Scienza e Tecnologia in America Latina.
Gloria Bonder riconosce che "esistono delle evoluzioni notevoli nel campo dei diritti delle donne" e che "l'idea di uguaglianza tra donne e uomini è sempre più condivisa". Ma nonostante questo, segnala "la breccia importante tra eguaglianza reale e formale. Non è stata sostanzialmente modificata la divisione del lavoro casalingo, le donne si assumono quasi tutto il peso senza ottenere riconoscimenti. La violenza di genere è entrata nel discorso dell'opinione pubblica però non ci sono stati progressi sufficienti per quanto riguarda i mezzi di protezione e prevenzione. Manca ancora tanto da fare per quanto riguarda la partecipazione delle donne nella scienza e nell'innovazione tecnologica. Anche la autonomia delle donne per quanto riguarda le loro scelte sessuali e riproduttive rimane molto controversa. La cosa più difficile, secondo la mia esperienza, sono le culture istituzionali e le soggettività, che si ritrovano minacciate da cambiamenti che toccano punti molto profondi, incoscienti, che possono generare timori e resistenze". Bonder mette anche il questione l'attitudine "del settore privato, almeno nei paesi latinoamericani, (che) non è presente non aiuta visibilmente nella trasformazione delle disuguaglianze di genere".

## Pubblicazioni
- Los estudios de la Mujer y la crítica epistemológica a los paradigmas de las ciencias humanas, Buenos Aires, CEM, 1982.
- Género y subjetividad: avatares de una relación no evidente, Programa Interdisciplinario de Estudios de Género (PIEG), Universidad de Chile, 1998.